# Doryctes punctatus
Doryctes punctatus är en stekelart som beskrevs av Sergey A. Belokobylskij 1984. Doryctes punctatus ingår i släktet Doryctes och familjen bracksteklar. Inga underarter finns listade i Catalogue of Life.